# أولاف أموندسين
أولاف أموندسين (بالنرويجية البوكمول: Olaf Amundsen)‏ هو محامي وسياسي نرويجي، ولد في 13 مايو 1876 في ترومسو في النرويج، وتوفي في 12 ديسمبر 1939. حزبياً، نشط في Free-minded Liberal Party ‏ والحزب الليبرالي.

## مناصب
- انتخب Minister of Justice and Public Security [الإنجليزية]‏ (22 يونيو 1921 – 24 أغسطس 1922).
- انتخب عضو برلمان النرويج  [لغات أخرى]‏ عن دائرة  (1916 – 1918).
- انتخب عضو برلمان النرويج  [لغات أخرى]‏ عن دائرة  (1913 – 1915).
- انتخب عضو برلمان النرويج  [لغات أخرى]‏ عن دائرة  (1910 – 1912).